# Pavilon Ústředny zásobování škol ve Štětíně
Pavilon Ústředny zásobování škol je modernistický obchodní pavilon, který se nachází na rohu ulice Generała Ludomiła Rayskiego a aleje Wyzwolenia, na sídlišti Centrum, ve štětínské čtvrti Śródmieście.

## Historie
Pavilon byl postaven v letech 1967–1969 podle návrhu štětínského architekta Mariana Rąbeka a měl být sídlem Ústředny zásobování škol (polský Centrala Zaopatrzenia Szkół, zkratka Cezas). V průběhu let budova změnila svůj účel a stala se sídlem obchodních společností. Neonové nápisy byly odstraněny, některá okna byla vyměněna, průchod vedle přízemí byl zbořen a okna schodiště a panely zakrývající okno v prvním patře byly pokryty reklamami. V roce 2007 byla fasáda modernizována.
Dne 6. října 2017 zahájil inspektor památek Západopomořanského vojvodství řízení o zápisu pavilonu do evidence památek. Krátce poté byly odstraněny reklamy pokrývající železobetonové panely prvního patra. Pavilon nakonec nebyl zařazen do registru památek kvůli významným proměnám oproti původnímu vzhledu.